# Stanisław Zaczyk

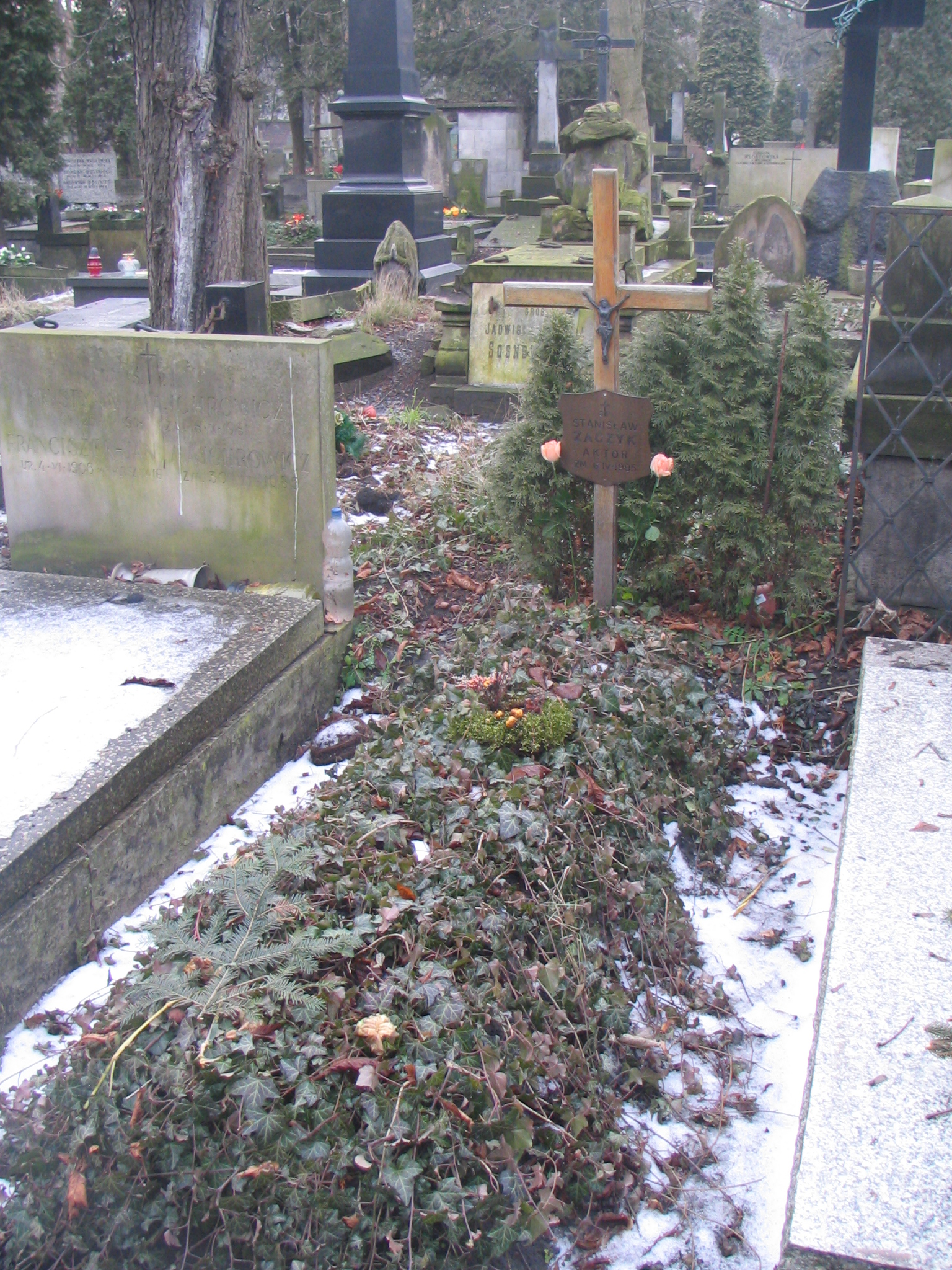
Grób Stanisława Zaczyka na cmentarzu Stare Powązki

Stanisław Zaczyk (ur. 26 września 1923 w Nowym Sączu, zm. 6 kwietnia 1985 w Warszawie) – polski aktor filmowy i teatralny.

## Życiorys
Podczas okupacji hitlerowskiej w Polsce był studentem tajnych kompletów aktorskich. W 1945 ukończył Studio Teatralne przy Starym Teatrze w Krakowie i zdał eksternistyczny egzamin aktorski. W latach 1946–1950 występował w Jeleniej Górze i Wrocławiu. Następnie wrócił do Krakowa i został aktorem Teatru im. Juliusza Słowackiego. Od 1960 występował w teatrach warszawskich: Narodowym (1960–1963 i 1965–1968), Polskim (1963–1965), Ateneum (1969–1974) i Powszechnym (1974–1975).

## Życie prywatne
Jego żoną i wielką miłością była Alicja Bobrowska, która dla niego zrezygnowała z kariery w Stanach Zjednoczonych, gdzie po zajęciu 5. miejsca w konkursie piękności Miss Universe 1958 otrzymała atrakcyjne propozycje zawodowe, np.: możliwość podpisania rocznego kontraktu reklamowego z marką Max Factor czy szansę trzyletniej współpracy na planie filmowym u boku aktora Marlona Brando. Zdecydowała się odrzucić oferty i wrócić do Krakowa, do Stanisława. Mieli syna Macieja.
Był starszym bratem śpiewaka Zdzisława Zaczyka.
Pochowany na cmentarzu Stare Powązki (kwatera 170-3-8).

## Współpraca ze Służbą Bezpieczeństwa PRL
Według zachowanych akt SB znajdujących się w archiwach IPN Stanisław Zaczyk od 1974 r. był tajnym i świadomym współpracownikiem Służby Bezpieczeństwa o pseudonimie „Stanisław”.

## Filmografia
- Dom (serial telewizyjny) (1980) – doktor Leopold Lawina, ojciec Basi
- Tajemnica Enigmy (serial telewizyjny) (1979) – pułkownik Stewart Menzies, szef ośrodka w Bletchley
- Paciorki jednego różańca (1979) – Malczewski, dyrektor kopalni
- Doktor Murek (serial telewizyjny) (1979) – dyrektor Seweryn Czaban, ojciec Tunki
- Romans Teresy Hennert (1978) – Hennert, mąż Teresy, dyrektor w Ministerstwie Reform Rolnych
- Sprawa Gorgonowej (1977) – Łaniewski, prokurator oskarżający podczas procesu we Lwowie
- Polskie drogi (serial telewizyjny) (1976–1977) – major Heynckess, szef Abwehry (odc. 2. Obywatele GG, odc. 4. Na tropie, odc. 5. Lekcja geografii, odc. 7 Lekcja poloneza i odc. 8. Bez przydziału)
- Zaklęte rewiry (1975) – rotmistrz
- Doktor Judym (1975) – doktor Czernisz, gospodarz spotkania w Warszawie
- Telefon 110: Im Alter von ... (niemiecki serial kryminalny) (1974) – major Wegener
- Jezioro osobliwości (1972) – Wiktor Soroka, ojciec Michała
- Patrząc pod słońce (1971) – lekarz, przyjaciel dziewczyny
- Czekam w Monte-Carlo (1969) – Piotr Zawadzki
- Stawka większa niż życie (serial telewizyjny) (1967) – major Broch (odc. 14. Edyta i odc. 15. Oblężenie)
- Walkower (1965) – fałszywy ksiądz
- Popioły (1965) – książę Józef Poniatowski
- Przygoda pana Kraksa (spektakl telewizyjny, 1965) – Alfredo Traps
- Nieznany (1964) – porucznik Nagraba
- Mansarda (1963) – Antoni Sygietyński
- Przeciwko bogom (1961) – kapitan Karol Doroń
- Rok pierwszy (1960) – sierżant Łukasz Otryna
- Pościg (1953) – Stefan
- Ostatni etap (1947) – Tadek

## Role teatralne (wybór)
- Paź w Cydzie Pierre’a Corneille’a (1945)
- Poeta w Weselu Stanisława Wyspiańskiego w Teatrze im. Juliusza Słowackiego w Krakowie (1956)
- Konrad w Wyzwoleniu Stanisława Wyspiańskiego w Teatrze im. Juliusza Słowackiego w Krakowie (1957)
- Car w Kordianie Juliusza Słowackiego w Teatrze im. Juliusza Słowackiego w Krakowie (1957)
- Szczęsny w Horsztyńskim Juliusza Słowackiego w Teatrze im. Juliusza Słowackiego w Krakowie (1959)
- Iwan w Braciach Karamazow według Fiodora Dostojewskiego (1963)
- Senator w Dziadach Adama Mickiewicza (1964)
- Stroop w Rozmowach z katem według Kazimierza Moczarskiego
- Burmistrz we Wrogu ludu Henrika Ibsena (1979)

## Odznaczenia
- Krzyż Komandorski Orderu Odrodzenia Polski (1979),
- Krzyż Kawalerski Orderu Odrodzenia Polski (1969),
- Złoty Krzyż Zasługi (1956),
- Medal 10-lecia Polski Ludowej (28 stycznia 1955)[7],
- Odznaka „Zasłużony Działacz Kultury” (1968).

## Nagrody
- Nagroda na Festiwal Dramatów Wyspiańskiego za rolę Konrada w Wyzwoleniu w Teatrze im. Juliusza Słowackiego w Krakowie (1958),
- Nagroda Przewodniczącego Komitetu do Spraw Radia i Telewizji za rolę króla Daszjanty w słuchowisku Siakuntala według Kalidasy (1967),
- Nagroda na I Opolskich Konfrontacjach Teatralnych w Opolu za rolę Delacroix w spektaklu Sprawa Dantona Stanisławy Przybyszewskiej w reż. Andrzeja Wajdy w Teatrze Powszechnym w Warszawie (1975),
- Nagroda Przewodniczącego Komitetu do Spraw Radia i Telewizji I stopnia za osiągnięcia w dziedzinie aktorstwa radiowego (1978),
- Nagroda na XVIII Kaliskich Spotkaniach Teatralnych w Kaliszu za rolę Stroopa w spektaklu Rozmowy z katem Kazimierza Moczarskiego w Teatrze Powszechnym w Warszawie (1978),
- Nagroda na XIX Festiwalu Polskich Sztuk Współczesnych we Wrocławiu za rolę Stroopa w spektaklu Rozmowy z katem Kazimierza Moczarskiego w Teatrze Powszechnym w Warszawie (1978).